# Parinari costata
Parinari costata е вид растение от семейство Chrysobalanaceae.

## Разпространение
Видът е разпространен в Индонезия, Малайзия, Сингапур и Филипини.